# Иннокентьевский (Иркутская область)
Инноке́нтьевский — посёлок в Тулунском районе Иркутской области России. Входит в состав Писаревского муниципального образования.

## География
Посёлок находится на расстоянии примерно 11 км к востоку от города Тулун, административного центра района.

## Население
| 2002 | 2010 | 2011 | 2012 |
| ---- | ---- | ---- | ---- |
| 164  | ↘140 | →140 | →140 |

### Половой состав
По данным Всероссийской переписи, в 2010 году в посёлке проживало 140 человек (70 мужчин и 70 женщин).

## Известные уроженцы
- Михайловская, Анна Ивановна (1901—1992) — советский историк, музеевед. Доктор исторических наук.